# Gaejin-myeon
Gaejin-myeon (koreanska: 개진면)  är en socken i den centrala delen av Sydkorea, 240 km sydost om huvudstaden Seoul. Den ligger i kommunen Goryeong-gun i provinsen Norra Gyeongsang.